# Стантон (Техас)
Стантон (англ. Stanton) — город в США, расположенный в западной части штата Техас, административный центр округа Мартин. По данным переписи за 2010 год число жителей составляло 2492 человека, по оценке Бюро переписи США в 2018 году в городе проживало 2937 человек.

## История
В 1881 году железная дорога Texas and Pacific Railway построила двухэтажное здание, насос и водонапорную башню в небольшом поселении округа Мартин, тогда называвшемся Грелтон. В том же году рядом с поселением образовалась небольшая колония немецких католиков под предводительством Адама Конца. В первые же месяцы была построена первая католическая церковь в Западном Техасе. В 1882 году заработал первый магазин, в 1883 было открыто почтовое отделение. Местные инициативные жители смастерили листовки и даже ездили в Германию с рекламой колонии. В 1885 году в городе было построено здание суда, жители города подали петицию о переименовании города в Мариенфилд, которая была одобрена железной дорогой. К этому времени в городе работало несколько предприятий, включая отель, стоянку для карет, несколько магазинов, работали тюрьма, школа, католический комплекс и железная дорога.
В целях обеспечить экономическое благосостояние города, железная дорога открыла демонстрационную ферму, на которой посадили пшеницу, овёс, ячмень и рожь. В 1884 году пшеница из Стантона завоевала золотую медаль на мировой выставке в Новом Орлеане. Засуха и заморозки 1886 — 1887 годов застали немецких поселенцев врасплох, многие переехали в Биг-Спринг, рост города остановился, земледелие перестало быть важной отраслью города.
В 1887 году в городе вышла первая газета, Marienfeld News. Новые поселенцы в большинстве своём были протестантами и к 1890-м годам католики остались в меньшинстве. Город был переименован в Стантон в 1890 году в честь Эдвина Стэнтона, генерального прокурора США и военного министра при Линкольне. Новое название было выбрано школьниками города.
Первая католическая школа была открыта в 1882 году, два года спустя появилась общественная школа, а в 1926 году была открыта старшая школа Стантона. В 1914 году была открыта первая библиотека. В 1938 году смерч серьёзно повредил здание духовной академии и она закрылась. В 1894 году несколько Сестёр Милосердия открыли духовную академию. Заведение было единственным в своём роде на всей территории Техаса от Форт-Уэрта до Эль-Пасо и служило центром сети школ и госпиталей, открытых сёстрами в Биг-Спринге, Пекосе, Менарде, Форт-Стоктоне и Слейтоне.
Город получил устав и начал формирование органов местного управления в 1925 году. Первым мэром стал Эс Си Тинк Хьюстон. До 1950-х годов основными отраслями экономики города являлись земледелие и скотоводство, а в 1951 году началась добыча нефти на месторождении близ Стантона, в городе расположились штаб-квартиры двух крупных нефтяных компаний.

## География
Стантон находится в юго-восточной части округа, его координаты: 32°07′45″ с. ш. 101°47′19″ з. д..
Согласно данным бюро переписи США, площадь города составляет около 4,6 км2, практически полностью занятых сушей.

### Климат
| Показатель                    | Янв.  | Фев.  | Март  | Апр. | Май  | Июнь | Июль | Авг. | Сен. | Окт. | Нояб. | Дек.  |
| ----------------------------- | ----- | ----- | ----- | ---- | ---- | ---- | ---- | ---- | ---- | ---- | ----- | ----- |
| Абсолютный максимум, °C       | 31,1  | 31,7  | 36,1  | 37,8 | 42,2 | 46,7 | 43,3 | 41,7 | 41,1 | 38,3 | 32,2  | 30    |
| Средний суточный максимум, °C | 16    | 19    | 23    | 28   | 32   | 35   | 36   | 35   | 32   | 27   | 21    | 16    |
| Средний суточный минимум, °C  | 0     | 2     | 6     | 10   | 15   | 20   | 21   | 21   | 17   | 11   | 5     | 0     |
| Абсолютный минимум, °C        | −24,4 | −17,2 | −12,2 | −5,6 | −2,2 | 7,2  | 12,2 | 11,1 | 2,8  | −4,4 | −11,7 | −18,9 |
| Норма осадков, мм             | 15,2  | 12,4  | 10,7  | 19,6 | 48,8 | 36,6 | 38,1 | 55,1 | 71,9 | 35,6 | 18,8  | 14,2  |
| Источник: intellicast.com     |       |       |       |      |      |      |      |      |      |      |       |       |

## Население
Согласно переписи населения 2010 года в городе проживало 2492 человека, было 869 домохозяйств и 636 семей. Расовый состав города: 79,6 % — белые, 2,2 % — афроамериканцы, 0,4 % — коренные жители США, 0,4 % — азиаты, 0,0 % (0 человек) — жители Гавайев или Океании, 15,4 % — другие расы, 2 % — две и более расы. Число испаноязычных жителей любых рас составило 55,4 %.
Из 869 домохозяйств, в 44,1 % живут дети младше 18 лет. 50,7 % домохозяйств представляли собой совместно проживающие супружеские пары (24,1 % с детьми младше 18 лет), в 16,7 % домохозяйств женщины проживали без мужей, в 5,8 % домохозяйств мужчины проживали без жён, 26,8 % домохозяйств не являлись семьями. В 24,1 % домохозяйств проживал только один человек, 10,7 % составляли одинокие пожилые люди (старше 65 лет). Средний размер домохозяйства составлял 2,81. Средний размер семьи — 3,33 человека.
Население города по возрастному диапазону распределилось следующим образом: 33,7 % — жители младше 20 лет, 25 % находятся в возрасте от 20 до 39, 28,7 % — от 40 до 64, 12,5% — 65 лет и старше. Средний возраст составляет 32,7 года.
Согласно данным пятилетнего опроса 2018 года, средний доход домохозяйства в Стантоне составляет 66 875 долларов США в год, средний доход семьи — 82 879 долларов. Доход на душу населения в городе составляет 23 891 доллар. Около 5,2 % семей и 11,3 % населения находятся за чертой бедности. В том числе 14,6 % в возрасте до 18 лет и 4,8 % в возрасте 65 и старше.

## Местное управление
Управление городом осуществляется мэром и городским советом, состоящим из пяти человек. Один из членов совета выбирается всем городом, остальные по округам.

## Инфраструктура и транспорт
Основными автомагистралями, проходящими через Стантон, являются:
- межштатная автомагистраль I-20 идёт с востока от Биг-Спринга на запад к Мидленду. Бизнес-дорога I-20 business проходит через центр города, в то время как основное шоссе идёт по окраине.
- автомагистраль 137 штата Техас идёт с севера от Ламисы на юг к Биг-Лейку.

В городе располагается муниципальный аэропорт Стантона. Аэропорт располагает одной взлётно-посадочной полосой длиной 1292 метра. Ближайшим аэропортом, выполняющим коммерческие рейсы, является международный воздушно-космический порт Мидленда. Аэропорт находится примерно в 45 километрах к западу от Стантона.

## Образование
Город обслуживается независимым школьным округом Стантон.